# Westerwald
Westerwald (česky Západní les) je jedním ze středních pohoří v Německu. Rozprostírá se na ploše přibližně 3000 km² na území tří spolkových zemí: Hesenska, jemuž připadá největší podíl tohoto pohoří, Porýní-Falce a Severního Porýní-Vestfálska. Poslední země však má jenom malý podíl. Jenom špička na jihu vestfálského zemského okresu Siegen-Wittgenstein patří k Westerwaldu.

## Území
Klasicky je Westerwald vymezen toky řek Rýn (na západě), Lahn (na jihu), Dill (na východě) a Sieg (na severu); ale i území východně od řeky Dill k řece Lahn, která tam protéká známým univerzitním městem Marburg, je geografickou součástí Westerwaldu

## Nejvyšší hory
Nejvyššími kopci Westerwaldu jsou Fuchskauten (656 m) v zemském okrese Westerwald (Porýní-Falc) a Knoten (605 m) na jihu hesenského zemského okresu Lahn-Dill.